# Walki o Nadarzyce
Walki o Nadarzyce – bitwa stoczona w dniach 5–6 lutego 1945 roku o miejscowość Nadarzyce podczas II wojny światowej. Bitwa była częścią przełamania Wału Pomorskiego.

## Tło sytuacyjne
Nadarzyce leżały w niemieckim systemie obrony w 1945 w pasie pozycji ryglowej Wału Pomorskiego. Znajdowały się w rejonie walk 1 Armii Wojska Polskiego gen. S. Popławskiego o Wał Pomorski. Nadarzyc broniły oddziały dywizji „Märkisch Friedland”.  
Niemcy silnie ufortyfikowali Nadarzyce przygotowując je do obrony, jak większość miejscowości w pasie Wału Pomorskiego. 
Nadarzyce były najsilniej umocnionym punktem oporu w systemie obrony, stanowił tzw. Nadarzycki Rejon Umocniony Wału Pomorskiego. W pasie obrony były schrony żelbetowe i niezakończone schrony, dające możliwość prowadzenia ognia.
Po pierwszych walkach na pozycjach przesłaniania Wału Pomorskiego 4 i 6 Dywizja Piechoty 3 lutego otrzymały zadanie przełamania pozycji głównej Wału Pomorskiego. Po opanowaniu Sypniewa, Kłomina i wyzwoleniu Stalagu II H Gross Born (Borne Sulinowo), oddziały 1 AWP podeszły do Nadarzyc. Boje o Nadarzyce początkowo prowadziła 6 DZ, którą zluzowała 1 DP wykrwawiona bojem o Podgaje. 6 DP uderzała od północy jeziora Dobrego w kierunku wsi Nadarzyce. Pas natarcia wynosił 15 km. 

## Przebieg bitwy
Walki o wieś rozpoczął 14 pp, który 4 lutego zaatakował prawy skraj obrony. Od wschodu uderzał 18 pp. Uderzenie zostało przez Niemców odparte. Oddziały polskie zaległy i czekały na podciągnięcie artylerii na te kierunki. W tym dniu doszło do wymiany ognia między artyleriami walczących stron. Polskie moździerze ostrzelały artylerię niemiecką. 
5 lutego oba polskie pułki ponowiły ataki. 18 pp zaatakował od północy, a 14 pp od południa. 18 pp, mimo kilku szturmów nie przełamał obrony niemieckiej, a 14 pp ze względu na niepowodzenie ataku 18 pp, ominął od południa wieś i połączył się w natarciu z 16 pp z którym wspólnie próbowały przebić się w kierunku szosy Wałcz–Czaplinek. Manewr ten jednak nie miał wielkiego znaczenia na zdobycie Nadarzyc.
Ciężkie walki w nocy 5/6 lutego przełamały obronę niemiecką, a w godzinach popołudniowych 6 lutego po szturmie 18 pp Polacy opanowali Nadarzyce. 4 DP 5 lutego zrobiła wyłom w Wale Pomorskim w rej. Nadarzyc, tracąc 220 zabitych i 315 rannych,
6 DP straciła 513 żołnierzy zabitych, rannych i zaginionych. Opanowanie Nadarzyc, nie stanowiło likwidacji obrony niemieckiej. Na zachód od Nadarzyc, za rzeką Piławą, na ufortyfikowanej linii Niemcy bronili się do 3 marca, mimo uporczywych ataków 3 DP i 13 Pułku Artylerii Ppanc.
W czasie walk o Nadarzyce Niemcy wymordowali grupę kilkunastu żołnierzy polskich wziętych do niewoli.
Straty polskie w walkach o Nadarzyce: 6 DP – 208 poległych i 45 zaginionych, 3 DP – 125 poległych, 1 BAA – 5 poległych.

## Pamięć
Walki żołnierzy polskich o Nadarzyce zostały upamiętnione na Grobie Nieznanego Żołnierza w Warszawie, napisem na jednej z tablic po 1945 r. „NADARZYCE 5–6 II 1945”.